# Штајгра
Штајгра (њем. Steigra) општина је у њемачкој савезној држави Саксонија-Анхалт. Једно је од 29 општинских средишта округа Зале. Према процјени из 2010. у општини је живјело 1.329 становника. Посједује регионалну шифру (AGS) 15088355, NUTS (DEE0B) и LOCODE (DE SGA) код.

## Географски и демографски подаци
Штајгра се налази у савезној држави Саксонија-Анхалт у округу Зале. Општина се налази на надморској висини од 213 метара. Површина општине износи 29,6 km². У самом мјесту је, према процјени из 2010. године, живјело 1.329 становника. Просјечна густина становништва износи 45 становника/km².